# Banco Central da Nigéria
O Banco Central da Nigéria foi criado pelo CBN Act de 1958 e começou a funcionar em 1 de julho de 1959.

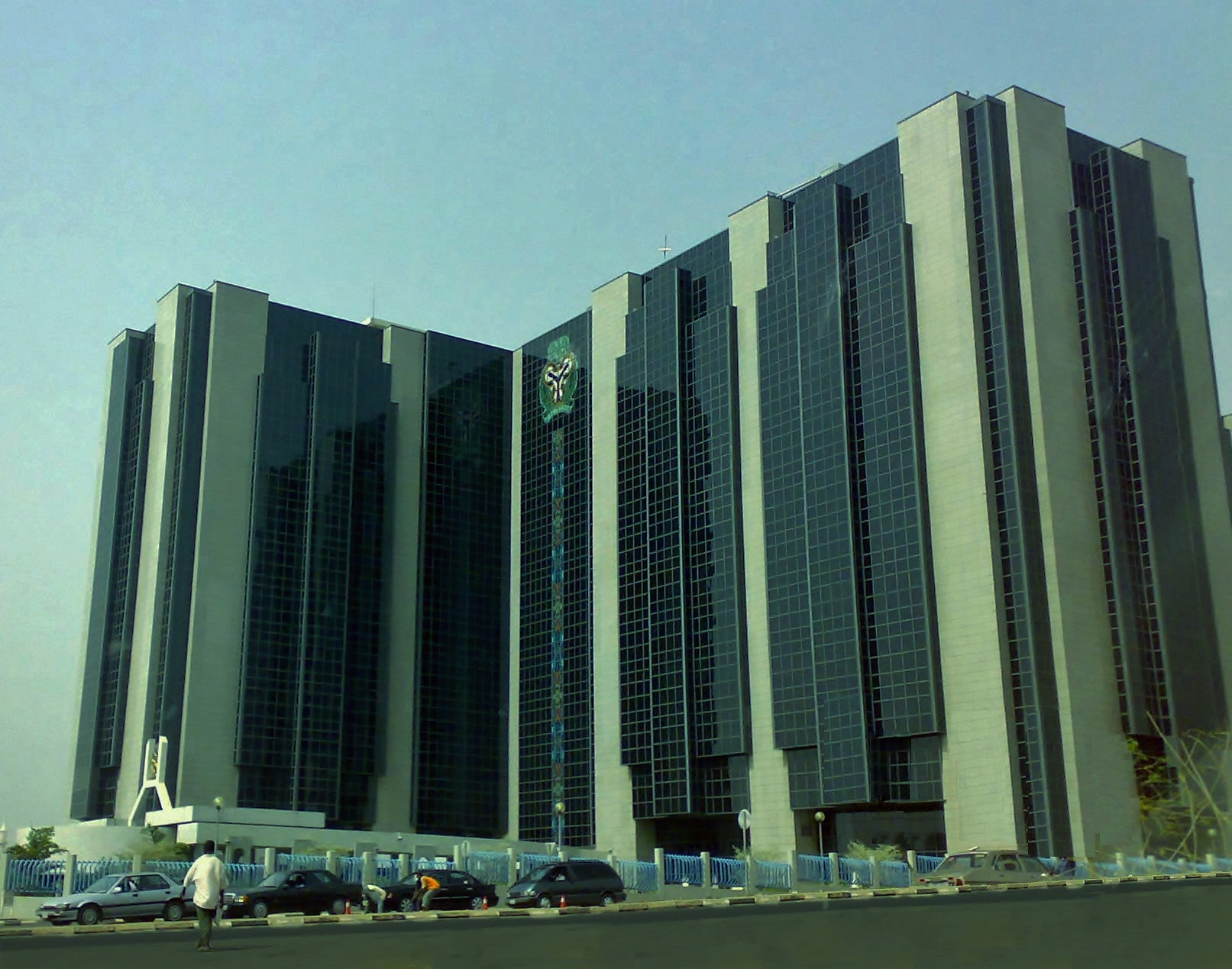
Sede do Banco Central da Nigéria em Abuja, Nigéria

## História
Em 1958, alguns bancos faliram. Para coibir mais falências e se preparar para o controle indígena, em 1958, um projeto de lei para o estabelecimento do Banco Central da Nigéria foi apresentado à Câmara dos Representantes da Nigéria. O Ato do Banco Central da Nigéria nº 24, de 1958, foi publicado como capítulo 30 da edição de 1958 das Leis da Nigéria e Lagos. Foi totalmente implementado em 1º de julho de 1959, quando o Banco Central da Nigéria entrou em operação plena e permaneceu como o estatuto primário que governa o CBN até sua revogação pelo Ato nº 24 do Banco Central da Nigéria, de 1991. Em abril de 1960, o Banco emitiu suas primeiras letras do tesouro. Em maio de 1961, o Banco lançou a Lagos Bankers Clearing House, que forneceu aos bancos licenciados uma estrutura para trocar e compensar cheques rapidamente. Em 1º de julho de 1961, o Banco havia concluído a emissão de todas as denominações de novas notas e moedas nigerianas e resgatado todas as libras da África Ocidental Britânica que estavam circulando na Nigéria.
Em julho de 2021, o CBN anunciou que havia encerrado as vendas de câmbio (forex) para operadores de casa de câmbio. Após o anúncio, todas as vendas de câmbio iriam diretamente para bancos comerciais. No mesmo mês, o governador do Banco, Godwin Emefiele, disse que a Nigéria lançaria sua própria criptomoeda, chamada "e-naira", em outubro.que não é uma criptomoeda em si, mas efetivamente construída na tecnologia blockchain e disponível através dos aplicativos móveis eNaira Speed Wallet e eNaira Speed Merchant Wallet.
Em junho de 2023, o presidente da CBN, Godwin Emefilele, foi preso pelo Serviço de Segurança do Estado da Nigéria e removido de seu cargo no CBN após uma tentativa de prisão anterior em dezembro de 2022 por "financiamento do terrorismo, atividades fraudulentas e crimes econômicos de dimensão de segurança nacional". Isso ocorreu após alegações de que Emefiele estava travando uma guerra contra o dinheiro sob uma diretiva do Fundo Monetário Internacional e do Fórum Econômico Mundial.
Em 14 de junho de 2023, a Naira caiu 23% em um dia, para uma taxa de ₦ 600 por US$ 1, quando o banco central abandonou sua paridade cambial e permitiu que a naira fosse negociada livremente.
Em fevereiro de 2025, o Banco Central da Nigéria aprovou pela primeira vez a inclusão do franco CFA nos formulários de recibos de exportação da Nigéria, permitindo seu uso por bancos nigerianos para a repatriação de recibos de exportação. Espera-se que essa aprovação facilite as transações internacionais com países que usam principalmente o franco CFA.